# Amazon MGM Studios
Amazon MGM Studios (ранее Amazon Studios на некоторых рынках) — американская студия кино и телевидения, принадлежащая Amazon и основанная 16 ноября 2010 года. Она получила своё нынешнее название 3 октября 2023 года после слияния с MGM Holdings, которую Amazon приобрела годом ранее.
По состоянию на сентябрь 2023 года производства этой студии в основном распространяются под маркой Metro-Goldwyn-Mayer через кинотеатры и собственный стриминговый медиасервис Amazon, Amazon Prime Video.

## История

### Основание и ранний успех (2008—2021)
Раньше сценарии отправлялись онлайн на Amazon и читались сотрудниками; однако на сайте говорится, что они больше не принимают заявки. Amazon намеревалась просмотреть отправленные сценарии в течение 90 дней (хотя процесс может быть более длительным). Если проект был выбран для разработки, сценаристу было выплачено 10 000 долларов. Если разработанный сценарий был выбран для распространения в качестве полнобюджетного фильма, создателю было выплачено 200 000 долларов; если он был выбран для распространения в качестве полнобюджетного сериала, создателю было выплачено 55 000 долларов, а также «до 5 % от чистых поступлений Amazon от лицензирования на игрушки и футболки, а также другие роялти и бонусы».
В 2008 году Amazon расширилась до кинопроизводства, сняв фильм «Украденное дитя» с 20th Century Fox. В июле 2015 года Amazon объявила, что приобрела новый фильм Спайка Ли «Чирак» в качестве первого оригинального фильма Amazon.
В 2010 году Amazon Studios начала разрешать людям отправлять сценарии, за которые Amazon Studios и её клиенты будут голосовать. Лучшим сценаристам сказали, что они получат денежные призы. Джеффом Безосом это было названо «научной студией». Эта программа была прекращена восемь лет спустя, так как представленные сценарии были низкого качества.
В 2012 году Amazon Studios выпустила свою единственную серию комиксов, Blackburn Burrow, для бесплатной загрузки. Она содержала опрос, позволяющий Amazon собирать отзывы, чтобы определить, стоит ли делать фильм по комиксу.
По состоянию на сентябрь 2012 года Amazon Studios получила более 10 000 художественных сценариев и 2700 телевизионных пилотов по состоянию на март 2013 года; в активной разработке находились 23 фильма и 26 сериалов. В конце 2016 года она реорганизовала своё киноподразделение в Prime Movies.
27 июля 2017 года было объявлено, что, начиная с декабрьского релиза фильма «Колесо чудес», Amazon Studios станет собственной самораспространяющейся компанией. Ранее Amazon Studios полагалась на несколько внешних студий для распространения своих проектов. Компания также приобрела глобальные телевизионные права на роман «Властелин колец» за 250 миллионов долларов. Тем не менее, у Amazon всё ещё есть внешние дистрибьюторские клиенты за пределами США, такие как Elevation Pictures в Канаде, а также Warner Bros. и StudioCanal в Великобритании и Франции.
В апреле 2018 года Amazon Studios объявила, что больше не будет принимать открытые заявки на сценарии, чтобы ограничить кинематографистов, с которыми они работают, теми, с кем студия установила рабочие отношения, и откажет новым участникам от подачи своих проектов, считая их «нежелательным материалом» и «не достаточно заметными и талантливыми, чтобы работать с ними».

### Приобретение MGM и ребрендинг (2021-настоящее время)
В мае 2021 года Amazon (материнская компания Amazon Studios) вступила в переговоры о приобретении Metro-Goldwyn-Mayer. 26 мая 2021 года было объявлено, что студия будет приобретена Amazon за 8,45 миллиарда долларов при условии одобрения со стороны органов, продолжая работать в качестве лейбла наряду с Amazon Studios и Amazon Prime Video. Amazon продолжит сотрудничать с United Artists Releasing (совместное дистрибьюторское предприятие MGM и Annapurna Pictures), которое будет продолжать работать и выпускать названия MGM в кинотеатрах «в каждом конкретном случае».
В августе 2021 года сообщалось, что Стивен Принц заключил общую телевизионную сделку и первую сделку со студией. В сентябре 2021 года сообщалось, что Брайан Отаньо подписал контракт с Amazon Studios. Также в сентябре Эдди Мерфи подписал контракт на первый фильм с Amazon Studios.
В январе 2022 года Westbrook подписала многолетний контракт с Amazon Studios. В том же месяце Amazon Studios подписала десятизначную сделку с 87North Productions.
В ноябре 2022 года было объявлено, что Дженнифер Солк, в дополнение к Amazon Studios, будет предоставлен полный контроль над кино- и телевизионными подразделениями MGM, а Бриртон уйдёт в отставку с поста главного операционного директора, чтобы стать вице-президентом по корпоративной стратегии PVS для MGM+ и MGM Alternative Television.
В декабре 2022 года Intrepid Pictures подписала многолетний телевизионный контракт с Amazon Studios. Студия является одним из крупнейших работодателей в Калвер-Сити с примерно 2700 сотрудниками штаб-квартиры и производственных объектов. В январе 2023 года Critical Role Productions подписала многолетний контракт на телевидение и фильм с Amazon Studios.
В марте 2023 года в ответ на решение выпустить фильм «Air: Большой прыжок» в кинотеатрах по всему миру вместо Prime Video было объявлено, что Amazon закрыла United Artists Releasing и перевела деятельность дистрибьютора в MGM, что сделало «Крид 3» первым фильмом, распространяемым последней под руководством Amazon. Также в марте Джо Кесада подписал эксклюзивный контракт с Amazon Studios, а студия также подписала многолетний контракт на первый фильм с Imagine Entertainment.
В мае 2023 года Amazon Studios создала Amazon MGM Studios Distribution, международное подразделение по распространению фильмов и телевидения для проектов Amazon и MGM. Первыми фильмами дистрибьютора были «Солтберн», премьера которого состоялась 30 августа 2023 года на кинофестивале в Теллурайде, «Сидя в барах с тортом», который вышел 8 сентября 2023 года на Prime Video, и «Миллион миль от земли», который вышел 15 сентября 2023 года на Prime Video, все 3 фильма были выпущены под маркой MGM. 4 октября 2023 года Пабло Яковиелло, директор студии по монетизации местных оригиналов, объявил на телевизионном форуме Iberseries & Platino Industria в Мадриде, что Amazon Studios объединится с MGM Holdings и будет переименована в Amazon MGM Studios, чтобы отразить это. Это также приведёт к тому, что все фильмы студии, начиная с сентября 2023 года, будут выпускаться с логотипом MGM 2021 года, разработанным Baked Studios.
В декабре 2023 года Amazon MGM Studios заключила сделку с Games Workshop, создателем Warhammer 40,000, чтобы экранизировать игру. Соглашение с участием британского актёра Генри Кавилла в качестве исполнительного продюсера и актёра позволяет Amazon MGM снимать 40 000 тематических фильмов и телешоу Warhammer. В январе 2024 года Amazon объявила о сотнях увольнений в Amazon MGM Studios, Prime Video и Twitch, чтобы, по словам Майка Хопкинса «приоритизировать наши инвестиции для долгосрочного успеха нашего бизнеса, неустанно фокусируясь на том, что, как мы знаем, имеет наибольшее значение для наших клиентов».

### Награды
В 2015 году «„Очевидное“ было первым сериалом, созданным Amazon Studios, получившим крупную награду, и первым сериалом, созданным потоковой медиа-службой, получившим премию Золотой глобус» за лучший телевизионный сериал — комедия или мюзикл (также «Золотой глобус за лучший сериал»). В 2017 году, благодаря фильму «Манчестер у моря», Amazon Studios стала первым потоковым медиа-сервисом, который был номинирован на премию «Оскар» за лучший фильм; фильм был номинирован в общей сложности на шесть премий «Оскар», выиграв две: «Лучшая мужская роль» за Кейси Аффлека и «Лучший оригинальный сценарий» за Кеннета Лонергана. Фильм «Коммивояжёр» получил премию «Оскар» за лучший фильм на иностранном языке; он был снят Асгаром Фархади и распространялся в США Amazon Studios. В 2018 году исторический комедийно-драматический телесериал «Удивительная миссис Мейзел» с Рэйчел Броснахэн в главной роли получил две премии «Золотой глобус» (Лучший телесериал — комедия или мюзикл и лучшая женская роль в телевизионном сериале — комедия или мюзикл для Броснахэн) и пять праймтаймовых премий «Эмми», в том числе за лучший комедийный сериал и лучшую женскую роль в комедийном сериале для Броснахэн. В 2023 году «Американское чтиво» Orion Pictures принесло Amazon MGM Studios первую победу в номинации People’s Choice Award на Международном кинофестивале в Торонто после ребрендинга студии.

## Активы

### Кинопроизводство и дистрибуция
- Metro-Goldwyn-Mayer
- Orion Pictures
  - Orion Classics
- American International Pictures

### Телевидение
- MGM Television
  - Big Fish Entertainment LLC
    - Half Moon Pictures

  - Evolution Media (Evolution Film & Tape, Inc.)
  - Gato Grande Productions (совместное предприятие с мексиканскими предпринимателями Мигелем Алеманом и Антонио Куэ)
  - Orion TV Productions, Inc.
  - Lightworkers Media
- Amazon Originals

#### Каналы
- MGM+
  - MGM+ Marquee
  - MGM+ Hits
  - MGM+ Drive-In
  - MGM+ On Demand
- ScreenPix
  - ScreenPix Action
  - ScreenPix Westerns
  - ScreenPix Voices
  - ScreenPix On Demand
- Impact (совместное предприятие Comcast)
- Telecine (бразильское совместное предприятие Canais Globo, Walt Disney Studios, Paramount Pictures и Universal Pictures)
  - Telecine Action
  - Telecine Cult
  - Telecine Fun
  - Telecine Pipoca
  - Telecine Premium
  - Telecine Touch
  - Telecine Productions
  - Telecine On Demand
  - Telecine Play
- MGM Sci-Fi (Линейный канал Roku)

### Другие
- MGM Consumer Products
- MGM Home Entertainment
- MGM Music
- MGM Sports
- MGM On Stage